# Abronia cuetzpali
El dragoncito de la Sierra de Miahuatlán (Abronia cuetzpali) es una especie de lagarto escamoso ánguido del género Abronia. Fue descrito por Jonathan Awood Campbell, Oscar Alberto Flores Villela, Israel Solano Zavaleta, Itzue W. Caviedes Solís y Darrel Richmond Frost en 2016 a partir de 3 individuos.

## Etimología
El epíteto específico de A. cuetzpali proviene de la palabra náhuatl cuetzpalin que significa lagartija, aunque también hay otras formas alternativas del significado en náhuatl para cuetzpalin, como salamanquesa.

## Descripción
Esta especie de dragoncito fue descrita por Campbell, Frost y más, a partir del holotipo MZFC 28761, un macho adulto encontrado en San Miguel Suchixtepec, Sierra de Miahuatlán, aproximadamente a 2 km al oeste del Río Molino.
El dragoncito de la Sierra de Miahuatlán se puede distinguir de la especies descritas de su mismo género por las siguientes características:
- Es la única especie del género que tiene escamas orientadas en filas oblicuas hacia el pliegue ventro-lateral.
- La especie difiere de A. deppii y A. martindelcampoi en tener dos escamas temporales primarias que entran en contacto con la serie de escamas postoculares. Además de la presencia de 2 a 3 escamas occipitales y de 32 a 35 filas transversales de escamas dorsales (27 a 29 en A. deppii y 24 a 28 en A. martindelcampoi).
- A. oaxacae y A. mixteca también se encuentran en Oaxaca, pero A. cuetzpali se puede distinguir de estas especies por tener de seis a ocho escamas en una fila transversal a través de la nuca.
- Escamas laterales del cuello relativamente pequeñas y mínimo de 7 a 8 escamas entre las escamas ventrales y las nucales.
- 32 a 35 hileras de escamas dorso-transversales, 39 a 40 hileras de escamas transversales ventrales y un surco ventro-lateral fuertemente desarrollado, que contiene escamas más granulares que en A. mixteca o A. oaxacae.[1]

### Longitud SVL y coloración de especímenes
El holotipo es un macho adulto con una longitud SVL (longitud hocico-cloaca) de 10,8 cm a 15,8 cm de longitud de la cola y 2,71 cm de longitud de cabeza. El paratipo número uno es una hembra adulta de una longitud SVL 2,37 cm de longitud de cabeza. El paratipo número dos es un adulto macho con una longitud SVL de 11,5 cm y tiene una cola incompleta de 11,4 cm de largo; la longitud de la cabeza es de 2,46 cm; el ancho de la cabeza es de 1,95 cm; (relación anchuna o/largo de la cabeza 79,3%); la longitud de la tibia es de 12,8 mm; y la longitud del cuarto dedo del pie es de11,2 mm.
El espécimen macho holotipo tiene un color grisáceo corporal de fondo; siete bandas o franjas dorsales de color marrón pálido-crema recorren el cuerpo, incluyendo la nuca, extendiéndose ventralmente hasta el pliegue ventrolateral. Las bandas transversales que recorren el cuerpo están salpicadas de negro, sobre todo lateralmente, y están separados entre sí aproximadamente por una escama medio-dorsalmente y generalmente alrededor de dos escamas lateralmente. Los lados del cuello y las superficies dorsales de las extremidades traseras están coloreadas de forma similar al cuerpo y marcado con algunas manchas negras. Varias escamas individuales, incluidas las internasales anteriores, las prefrontales izquierdas y varias escamas en la parte posterior de la cabeza tienen un leve encapotado amarillo verdoso. La parte superior y los lados de la cabeza tienen una textura rugosa y están acuentado con vermiculaciones negras pesadas. La cola es de color gris con 15 bandas transversales ligeramente irregulares que contienen manchas negras dentro de si. La mandíbula inferior, la parte ventral de la cabeza y el cuello son de un blanco inmaculado; el vientre del cuerpo es un poco más oscuro que el cuello. El iris es de un color blanquecino con un ligero brillo verde amarillento.
En vida, el espécimen paratipo hembra tenía un color tierra o marrón bronceado a un color café pálido. Seis bandas o franjas dorsales de un tamaño mediano de un color marrón se extendían ventralmente hasta el pliegue ventro-lateral; estas franjas estaban tintadas en los bordes de forma irregular de color marrón oscuro a negro; Cada franjas estaba separada la una con la otra por no más de una escama medio-dorsalmente y generalmente alrededor de dos escamas lateralmente. La parte dorsal de las bandas transversales también están marcadas con algunas manchas oscuras. Los lados del cuello y las superficies dorsales de las extremidades anteriores son de color tostado blanquecino marcado con algunas pequeñas manchas oscuras; las extremidades traseras son un marrón pálido ligeramente más oscuro. La parte superior y los lados de la cabeza son medio-marrón y muy manchado con marrón oscuro. La cola es de color medio-marrón con 15 bandas o franjas transversales con bordes irregulares de un color negruzco; manchas oscuras irregulares se encuentran dispersas dentro y entre las bandas cruzadas. La mandíbula, la parte inferior de la cabeza, el cuello y el vientre son de color blanco inmaculado; el vientre del cuerpo está impregnado de un pigmento marrón y más oscuro que el cuello pero sin marcas. El color del iris era plateado-azulado blanquecino.
El espécimen paratipo macho tiene un color gris con 15 bandas recorriendo la cola; las bandas son ligeramente irregulares con manchas negras dentro ellas. La mandíbula, la parte inferior de la cabeza, el cuello y el vientre son de un blanco inmaculado; el vientre del cuerpo es un poco más oscuro que el cuello. El iris es blanquecino con un ligero brillo verde amarillento.
En la mayoría de los aspectos, los dos paratipos concuerdan con el espécimen holotipo (colores crema-café pálido o gris, bandas transversales de colores más pigmentados, 15 recorriendo la cola y 6-7 recorriendo el cuerpo y nuca.

## Distribución y hábitat
Con base a los tres especímenes conocidos de A. cuetzpali, su distribución se extiende en la Sierra Madre del Sur de Oaxaca de cerca de Santa Catarina Juquila a San Miguel Suchixtepec, una distancia de cerca de 70 km. El rango altitudinal conocido es de 1.711 a 2.150 m s. n. m. Las elevaciones favorables por encima de los 1.500 m y de bosques templados son continuos entre estas localidades. En el artículo de su descripción se concluye que no hay razón para creer que A. cuetzpali no se distribuya más lejos hacia el oeste y este, donde el hábitat favorable existe. El área habitada por A. cuetzpali está cubierta por bosque de pino-encino que podría contener prominentes componentes de maderas duras que incluyen encinos y un sotobosque de hojas anchas en algunos lugares.
El holotipo MZFC 28761 es un macho adulto encontrado por I. Caviedes Solís el 4 de noviembre de 2011 a las 10:20 h mientras se arrastraba por un sendero en las cabeceras del río Molino, localizado justo al este de San Miguel Suchixtepec, Sierra de Miahuatlán, Sierra Madre del Sur en el estado mexicano de Oaxaca, 2150 m (16.084398N 96.490428W). El paratipo UTA R-61670, es una hembra adulta encontrada 5.4 km al este de Juquila en Sierra de Miahuatlán y Sierra Madre del Sur, en el estado mexicano de Oaxaca, a 1.711 m (16.232048N 97.255358W); fue encontrada por Oscar Olivares el 8 de julio de 2012 a última hora de la mañana mientras esta se arrastraba por el suelo del bosque. El segundo paratipo UCM 41057, es un macho adulto encontrado cerca de San Miguel Suchixtepec en Oaxaca, Sierra Madre del Sur, México, recolectado por Thomas MacDougal en mayo de 1967; el recolector informó que el espécimen provenía del drenaje del Río Molino.